# Serhi Mostipaka
Serhi Mostipaka –en ucraniano, Сергий Мостіпака– (12 de julio de 1981) es un deportista ucraniano que compitió en taekwondo. Ganó una medalla de plata en el Campeonato Europeo de Taekwondo, en la categoría de –54 kg.

## Palmarés internacional
| Campeonato Europeo | Campeonato Europeo | Campeonato Europeo | Campeonato Europeo |
| Año                | Lugar              | Medalla            | Categoría          |
| ------------------ | ------------------ | ------------------ | ------------------ |
| 2005               | Riga (Letonia)     | Medalla de plata   | –54 kg             |